# Wielka miłość Balzaka
Wielka miłość Balzaka (franc. Un Grand Amour de Balzac) – polsko-francuski siedmioodcinkowy serial telewizyjny z 1973 roku, wyprodukowany przez Telewizję Polską we współpracy z Eurodis-Telecinex.

## Obsada
- Beata Tyszkiewicz − Ewelina Hańska
- Pierre Meyrand − Honoré de Balzac (dubbing w wersji polskiej Piotr Fronczewski)
- Zdzisław Mrożewski − Wacław Hański
- Danièle Ajoret − Laura (Anna Milewska)
- Renée Faure − matka Balzaka (Zofia Mrozowska)
- Anouk Ferjac − markiza Maria de Castries (Aleksandra Koncewicz)
- Edmund Fetting − książę Schoenberg
- Elina Labourdette − Laura de Berny (Halina Mikołajska)
- Catherine Lery − Henrietta Borel, guwernantka (Barbara Wrzesińska)
- Colette Renard − Luiza Brignol (Barbara Krafftówna)
- Monika Zalewska − Anna, córka Hańskiej
- Leszek Teleszyński − Jerzy Mniszech, mąż Anny
- Halina Kossobudzka − Rozalia Rzewuska, ciotka Eweliny
- Krzysztof Kowalewski − Théophile Gautier
- Henryk Machalica − Henryk Knothe
- Jan Matyjaszkiewicz − August, lokaj Balzaca
- Krzysztof Wakuliński − Eugeniusz Sue, przyjaciel Balzaca
- Maria Wachowiak − George Sand
- Włodzimierz Nowak − przyjaciel Balzaca
- Jerzy Cnota − przyjaciel Balzaca
- Wirgiliusz Gryń − sługa Hańskiego
- Stanisław Jaśkiewicz − finansista
- Alina Janowska − Madame Buchet
- Bogusz Bilewski − major Carraud
- Józef Duriasz − Surville, mąż Laury
- Andrzej Seweryn − przyjaciel Balzaca
- Mieczysław Voit − doktor Nacquart
- Lech Ordon − komornik
- Hanna Skarżanka − hrabina
- Aleksandra Śląska − hrabina Maria Potocka
- Ewa Wiśniewska − contessa Sara Guidoni-Visconti
- Janusz Kłosiński − baron Rotszyld
- Kazimierz Rudzki − Klemens von Metternich
- Krzysztof Chamiec − książę von Szwarzenberg
- Wiesław Drzewicz − wydawca
- Władysław Hańcza − Karol Hański
- Jerzy Kamas − car Mikołaj I Romanow
- Janusz Zakrzeński − Adam Rzewuski, brat Eweliny Hańskiej
- Edward Dziewoński − wydawca
- Witold Sadowy − Victor Hugo
- Stanisław Marian Kamiński − hrabia Guidoni-Visconti
- Jerzy Moes − gość w Wiedniu
- Tadeusz Cygler − skrzypek w Wierzchowni
- Aleksandra Leszczyńska − uczestniczka wigilii u Hańskich
- Andrzej Siedlecki − krytyk
- Maciej Borniński − krytyk
- Teofila Koronkiewicz − kobieta w salonie Hańskich w Wiedniu
- Józef Konieczny
- Jadwiga Kuryluk (odc. 7)
- Józef Fryźlewicz – malarz Eweliny Hańskiej (odc. 4)
- Kazimierz Meres
- Jerzy Schejbal
- Wacław Szklarski
- Zdzisław Szymborski

## Opis fabuły
Serial opiera się na fabularyzowanej historii związku Eweliny Hańskiej z Honoré de Balzakiem. Jego akcja rozpoczyna się w 1833 roku, kiedy to mieszkająca w Wierzchowni Ewelina Hańska (Beata Tyszkiewicz), zafascynowana twórczością pisarza (Pierre Meyrand), wysyła do niego pierwszy list. Wkrótce dochodzi do ich spotkania w Neuchâtel w Szwajcarii i zaczynają prowadzić bardziej regularną korespondencję, wykraczającą poza zwykłą przyjaźń. Jeden z listów trafia do rąk męża Hańskiej, o 25 lat od niej starszego Wacława (Zdzisław Mrożewski), co znacznie ogranicza możliwości spotkań. Balzak równolegle oprócz romansu z Hańską, nawiązuje drugi z Sarą Guidoni-Visconti (Ewa Wiśniewska). Gdy informacje o tym docierają do Eweliny, zrywa z pisarzem. Ten popada w kłopoty finansowe i aby się utrzymać pisze kolejne tomy Komedii ludzkiej. W 1841 roku umiera Wacław Hański, Hańska spotyka się z Balzakiem, ale odrzuca jego oświadczyny. W 1848 roku Balzac przyjeżdża do Wierzchowni, do majątku Hańskiej. Ta, mając świadomość, że jest on ciężko chory, wyraża zgodę na ślub. Zawierają go w 1850 roku, kilka miesięcy później Balzac umiera.

## Produkcja i dystrybucja
Przygotowania do realizacji serialu trwały siedem lat. Na planie pracowało ok. 300 aktorów zarówno z Polski, jak i z Francji. Sceny plenerowe kręcono w faktycznych miejscach akcji, m.in. w Paryżu, Leningradzie i Alpach Szwajcarskich, a w Polsce - w Krakowie, Walewicach, Nieborowie, Arkadii, Jabłonnie oraz w Warszawie (Wilanów i Łazienki Królewskie). 
Serial, poza Polską i Francją, był emitowany m.in. w Szwecji, Belgii, Szwajcarii i Kanadzie.